# Abborrtjärnen (Malungs socken, Dalarna, 673826-136567)
Abborrtjärnen är en sjö i Malung-Sälens kommun i Dalarna och ingår i Dalälvens huvudavrinningsområde. Sjön har en area på 0,0974 kvadratkilometer och ligger 415 meter över havet.

## Delavrinningsområde
Abborrtjärnen ingår i det delavrinningsområde (673793-136501) som SMHI kallar för Utloppet av Nyckelhällsjön. Medelhöjden är 419 meter över havet och ytan är 7,36 kvadratkilometer. Räknas de 2 avrinningsområdena uppströms in blir den ackumulerade arean 42,75 kvadratkilometer. Ällingån som avvattnar avrinningsområdet har biflödesordning 3, vilket innebär att vattnet flödar genom totalt 3 vattendrag innan det når havet efter 413 kilometer. Avrinningsområdet består mestadels av skog (22 procent) och sankmarker (57 procent). Avrinningsområdet har 1,39 kvadratkilometer vattenytor vilket ger det en sjöprocent på 18,9 procent.